# Yūsuke Tanaka
Yusuke Tanaka, född den 29 november 1989 i Wakayama, Japan, är en japansk gymnast.
Han tog OS-silver i lagmångkampen i samband med de olympiska gymnastiktävlingarna 2012 i London. Vid olympiska sommarspelen 2016 i Rio de Janeiro tog Tanaka en guldmedalj i lagmångkamp.